# 야마구치 사토시 (1978년)
야마구치 사토시(일본어: 山口 智, 1978년 4월 17일 ~ )는 일본의 전직 축구 선수이자 현 축구 지도자로 현역 시절 제프 유나이티드 지바, 감바 오사카, 교토 상가 등에서 수비수로 활약했으며 현재 쇼난 벨마레의 감독직을 맡고 있다.

## 구단 경력
1996년 J1리그의 제프 유나이티드 이치하라(제프 유나이티드 지바)에 입단했다. 1998년에 J리그컵 준우승. 2000년까지 128경기에 출전하여, 5득점을 넣었다. 2001년 감바 오사카로 이적했다. 2005년에 J1리그 우승을 차지했다. 2011년까지 320경기에 출전하여, 32득점을 넣었다. 2012년 제프 유나이티드 지바로 복귀했다. 2015년 교토 상가 FC로 이적했다. 2015년후 현역 은퇴.

## 국가대표팀 경력
그는 1997년 FIFA 세계 청소년 축구 선수권 대회에 참가할 일본 U-20 국가대표팀에 발탁되었으며, 5경기에 출전했다.
1998년 아시안 게임에 참가할 일본 U-23 국가대표팀에 발탁되었다.
그는 2009년 5월 27일 칠레과의 경기에서 일본 국가대표팀에 데뷔했다. 그는 국제 A매치 통산 2경기에 출전했다.

## 지도자 경력
2021년 쇼난 벨마레의 감독으로 취임하였다.

## 통계
| 일본 | 일본 | 일본 |
| 연도 | 출전 | 득점 |
| ---- | ---- | ---- |
| 2009 | 2    | 0    |
| 통산 | 2    | 0    |

## 수상

### 클럽 (선수)
제프 유나이티드 지바
- J2리그 : 3위 (2014)
- J리그컵 : 준우승 (1998)
- 천황배 : 4강 (2014)

감바 오사카
- J1리그 : 우승 (2005), 준우승 (2010), 3위 (2002, 2004, 2006, 2007, 2009, 2011)
- J리그컵 : 우승 (2007), 준우승 (2005), 4강 (2002, 2007, 2011)
- 천황배 : 우승 (2008, 2009), 준우승 (2006), 4강 (2004, 2005, 2007, 2010)
- AFC 챔피언스리그 엘리트 : 우승 (2008)
- FIFA 클럽 월드컵 : 3위 (2008)
- 팬퍼시픽 챔피언십 : 우승 (2008)
- 일본 슈퍼컵 : 우승 (2007), 준우승 (2006, 2009, 2010)
- J리그컵 / 코파 수다메리카나 챔피언십 : 준우승 (2008)

### 개인
- J1리그 베스트 11 : 2006, 2007, 2008